# Liste der Kulturdenkmäler in Affler
In der Liste der Kulturdenkmäler in Affler sind alle Kulturdenkmäler der rheinland-pfälzischen Ortsgemeinde Affler aufgeführt. Grundlage ist die Denkmalliste des Landes Rheinland-Pfalz (Stand: 27. Juni 2022).

## Einzeldenkmäler
| Bezeichnung              | Lage               | Baujahr | Beschreibung                       | Bild                           |
| ------------------------ | ------------------ | ------- | ---------------------------------- | ------------------------------ |
| Katholische Filialkirche | Dorfstraße 10 Lage | 1887    | Saalbau mit Giebeldachreiter, 1887 | weitere Bilder Fotos hochladen |